# Ann-Marie Said
Ann-Marie Said (* 2. Juli 1994 in Malta) ist eine maltesische Fußballspielerin. Seit 2018 ist sie für die maltesische Fußballnationalmannschaft aktiv.

## Karriere

### Verein
Seit 2021 spielt Said im Verein Birkirkara FC.

### Nationalmannschaft
Seit 2018 spielt Said in der Maltesische Fußballnationalmannschaft der Frauen als Mittelfeldspielerin. Bekannt wurde sie durch die FIFA-Qualifikation-Frauen 2019.